# آکی ناگاتومی
آکی ناگاتومی (انگلیسی: Aki Nagatomi؛ زادهٔ ۱۵ ژوئیهٔ ۱۹۶۹) بازیکن والیبال اهل ژاپن بود.